# Сьлепково-Крулевське
Сьлепково-Крулевське (пол. Ślepkowo Królewskie) — село в Польщі, у гміні Радзаново Плоцького повіту Мазовецького воєводства.
Населення — 88 осіб (2011).
У 1975-1998 роках село належало до Плоцького воєводства.

## Демографія
Демографічна структура станом на 31 березня 2011 року:
|          | Загалом | Допрацездатний вік | Працездатний вік | Постпрацездатний вік |
| -------- | ------- | ------------------ | ---------------- | -------------------- |
| Чоловіки | 40      | 7                  | 31               | 2                    |
| Жінки    | 48      | 10                 | 26               | 12                   |
| Разом    | 88      | 17                 | 57               | 14                   |